# Monumento aos Girondinos

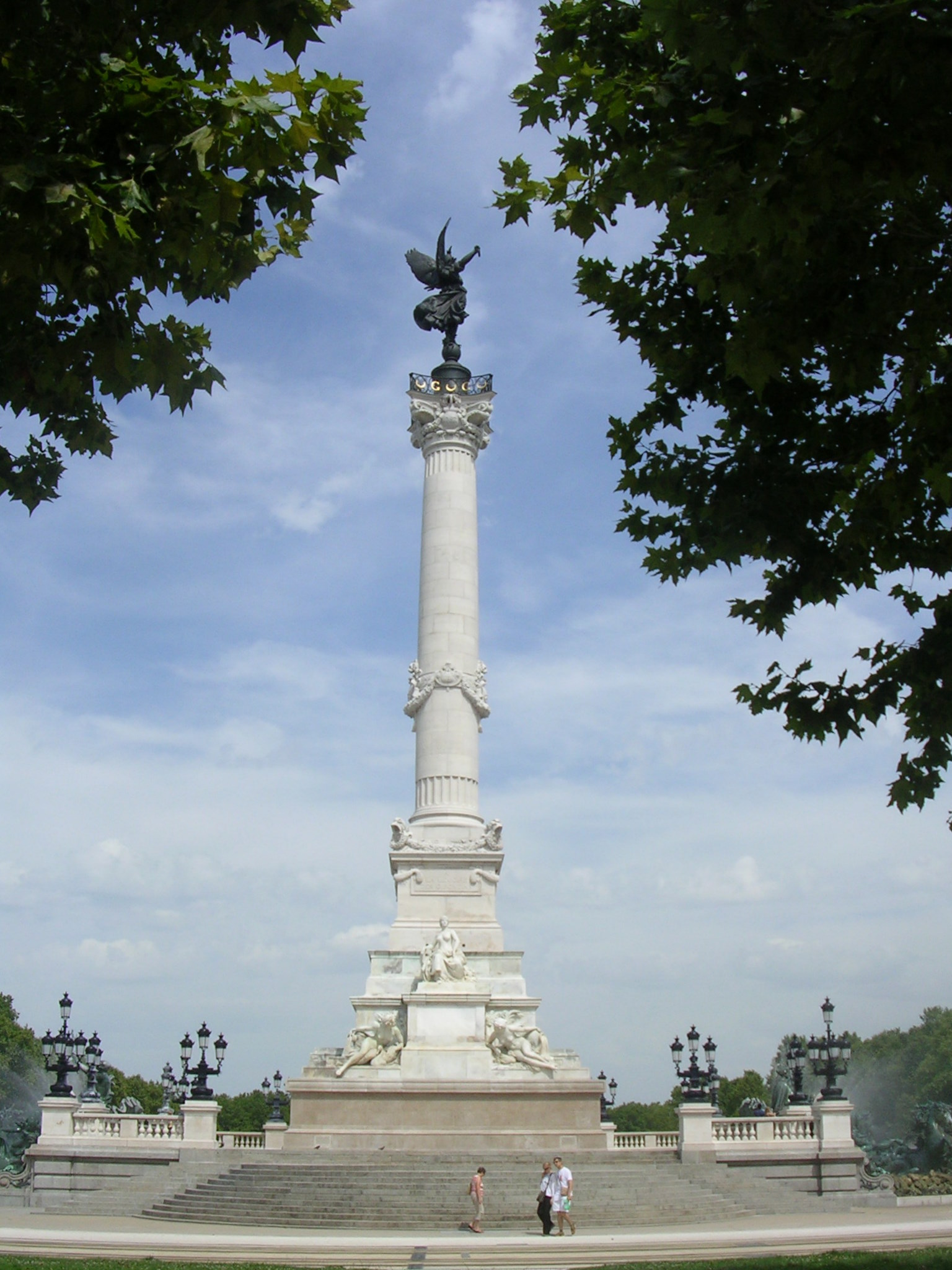
Monumento aos Girondinos, Bordéus.

O Monumento aos Girondinos (Monument aux Girondins), localizado em Bordéus, na Place des Quinconces, foi erguido entre 1894 e 1901, em memória dos deputados girondinos vítimas do Terror. O povo de Bordéus costuma chamá-lo de “Coluna dos Girondinos”. Está classificado como monumento histórico desde 16 de março de 2011.
Em 1868, o arquiteto Julien Guadet, sobrinho-neto do deputado girondino Élie Guadet, elaborou um projeto para um monumento em memória aos girondinos para a Place Dauphine – hoje Place Gambetta – em Bordéus, importante centro de apoio girondino e um dos principais cenários das Revoltas Federalistas de 1793. Foi nesta praça que ocorreram as últimas execuções de deputados girondinos e seus apoiadores, em 1794. Exposto no Salão de Paris, em 1870, o projeto, porém, não foi executado.
Em 1881, a Câmara Municipal da cidade de Bordéus tomou a decisão de erguer um monumento em memória aos deputados, retomando em partes o projeto de Guadet. As figuras representadas na obra foram Pierre Vergniaud, François Buzot, Jérôme Pétion de Villeneuve, Charles Jean Marie Barbaroux, Élie Guadet, Armand Gensonné, Jean-Antoine Grangeneuve e Jean-Baptiste Boyer-Fonfrède.
O monumento é constituído por uma grande base emoldurada por duas bacias, decorada com cavalos e grupos de bronze, e encimada por uma coluna de 43 metros onde culmina a estátua de bronze da Liberdade rompendo as suas correntes (a 54 metros de altura). Os seguintes grupos estão entre as esculturas: o triunfo da República, o triunfo da Concórdia, o galo gaulês, a História, a Eloquência e uma cornucópia.